# انتخابات پارلمانی اسلوونی (۲۰۱۸)
انتخابات پارلمانی اسلوونی (۲۰۱۸) (انگلیسی: Slovenian parliamentary election, 2018) روز یکشنبه ۳ ژوئن ۲۰۱۸ حزب دموکراتیک اسلوونی به رهبری یانز یانشا به پیروزی رسید و توانست بیشترین کرسی‌ها را در انتخابات پارلمانی کسب کند.

## پیروزی حزب دمکراتیک اسلوونی
روز یکشنبه ۳ ژوئن ۲۰۱۸ حزب راستگرای دموکراتیک اسلوونی به رهبری یانز یانشا توانست بیشترین کرسی‌ها را در انتخابات پارلمانی کسب کند و ۲۵ کرسی از ۹۰ کرسی پارلمان را بدست آورد ولی از آنجا که این تعداد کرسی برای تشکیل دولت کافی نیست گام بعدی تشکیل یک دولت ائتلافی از احزاب شرکت کننده خواهد بود.
انتخاب این حزب نشانگر رشد عوام‌گرایی و مهاجرستیزی بعد از سرازیر شدن سیل مهاجران از خاورمیانه و آفریقا به این کشور می‌باشد.

## نظام انتخاباتی
مجلس ملی ۹۰ کرسی دارد و نمایندگانش با رای مردم انتخاب می‌شوند. دو روش انتخاباتی در اسلوونی وجود دارد. کرسی‌ها با استفاده از سهمیه‌های انتخاباتی حزبی و در سطح ملی با ضریب ۴درصد انتخاب می‌شوند، ۸۸ نفر از نمایندگان مجلس با فهرست باز انتخاب می‌شوند. ۱۱ کرسی مجلس در هشت حوزه انتخابی تعیین می‌شود، اقلیت‌های ایتالیایی و مجارستانی ۲ سهمیه کرسی دارند. نامزدهای زن باید حداقل ۳۵ درصد از کاندیداها را در فهرست انتخاباتی تشکیل دهند، مگر در مواردی که تنها سه عضو وجود دارد، که در آن صورت حداقل بایستی یک نامزد زن و یک نامزد مرد وجود داشته باشد.
اسلوونی دو مجلس دارد: مجلس ملی و شورای ملی. شورای ملی ۴۰ کرسی دارد که نمایندگان گروه‌های اقتصادی، اجتماعی و متخصصان در آن حضور دارند.